# 三重県道648号鈴鹿芸濃線
三重県道648号鈴鹿芸濃線（みえけんどう648ごう すずかげいのうせん）は、三重県鈴鹿市から津市に至る一般県道である。

## 概要
鈴鹿市徳居町から津市芸濃町林に至る。

### 路線データ
- 起点：三重県鈴鹿市徳居町（字門田383番1地先[1][2]：三重県道643号三行庄野線交点）
- 終点：三重県津市芸濃町林（字滝の上135番3地先[1][2]：林交差点、三重県道10号津関線交点）
- 総延長：9,223.17 m

## 歴史
- 1959年（昭和34年）
  - 1月25日 - 「一般県道648号林中之庄線」として認定[3]
    - 起点：三重県安芸郡芸濃町大字林
    - 終点：三重県亀山市中之庄町

  - 3月31日 - 道路区域の決定[4]
  - 5月19日 - 道路の供用開始[5]

三重県安芸郡芸濃町大字林字滝の上135の3番地先から三重県亀山市中之庄町字平田2506の1番地先まで（延長 6.11 km）
- 1994年（平成6年）4月1日
  - 「一般県道648号林中之庄線」を廃止[6]
  - 「一般県道648号鈴鹿芸濃線」として認定[7]（路線を延長、起点・終点を入れ替え）

起点：三重県鈴鹿市
終点：三重県安芸郡芸濃町
  - 道路区域の決定、道路の供用開始[8]
  - 三重県鈴鹿市徳居町字門田383番1地先から三重県安芸郡芸濃町林字滝の上135番3地先まで（延長9,223.17 m）
- 2007年（平成19年）4月1日 - 県道の路線認定の一部改正[9]（自治体合併に伴う変更）

終点：三重県津市

## 路線状況

### 重複区間
- 三重県道649号亀山安濃線（亀山市下庄町・中ノ橋北詰交差点 - 亀山市下庄町・下庄交差点）

### 道路施設

#### 橋梁
- 三宅大橋（中ノ川、鈴鹿市）
- 音瀬橋（中ノ川、亀山市）
- 萩野大橋（中ノ川、亀山市）
- 安知本橋（中ノ川、亀山市）
- 楠平尾大橋（中ノ川、亀山市）
- 高橋（中ノ川、津市）

## 地理

### 通過する自治体
- 三重県
  - 鈴鹿市 - 亀山市 - 津市

### 交差する道路
| 交差する道路                         | 市町村名 | 交差する場所 | 交差する場所       |
| ------------------------------------ | -------- | ------------ | ------------------ |
| 三重県道643号三行庄野線              | 鈴鹿市   | 徳居町       | 起点               |
| 三重県道650号三宅一身田停車場線      | 鈴鹿市   | 三宅町       |                    |
| 国道306号                            | 鈴鹿市   | 三宅町       | 三宅新橋北詰交差点 |
| 三重県道649号亀山安濃線 重複区間起点 | 亀山市   | 下庄町       | 中ノ橋北詰交差点   |
| 三重県道649号亀山安濃線 重複区間終点 | 亀山市   | 下庄町       | 下庄町交差点       |
| 三重県道28号亀山白山線               | 亀山市   | 安知本町     | 安知本町交差点     |
| 三重県道10号津関線 / 伊勢別街道      | 津市     | 芸濃町林     | 林交差点 / 終点    |

### 交差する鉄道
- 紀勢本線

### 沿線
- 鈴鹿市立合川小学校
- 合川郵便局
- 昼生郵便局
- 亀山市立昼生小学校
- JR東海紀勢本線 下庄駅
- エイチワン 亀山製作所
- ダイテック 三重工場
- フォレスト芸濃ゴルフクラブ
- 津市立明小学校